# ETO Park
ETO Park is een voetbalstadion in de Hongaarse stad Győr, waar de voetbalclub Győri ETO FC haar thuiswedstrijden speelt.
Het stadion werd in 2008 in gebruik genomen en verving Stadion ETO uit 1965.